# Mariano Moro
Mariano Moro är en kommun i Brasilien.   Den ligger i delstaten Rio Grande do Sul, i den södra delen av landet, 1 400 km söder om huvudstaden Brasília. Antalet invånare är 2 210.
I omgivningarna runt Mariano Moro växer huvudsakligen savannskog. Runt Mariano Moro är det ganska glesbefolkat, med 24 invånare per kvadratkilometer.